# Martin Schirdewan
Pour les articles homonymes, voir Schirdewan.
Martin Schirdewan, né le 12 juillet 1975 à Berlin-Est, est un homme politique allemand.
Membre de Die Linke, il est député européen depuis le 8 novembre 2017. Il est co-président du groupe de la Gauche unitaire européenne/Gauche verte nordique (GUE/NGL) depuis juillet 2019.

## Biographie

### Études et profession
Martin Schirdewan étudie la science politique à l'université libre de Berlin et obtient le titre de docteur en sciences économiques et sociales en 2007.
De 2001 à 2008, il est rédacteur au magazine Utopie Kreativ de la Fondation Rosa Luxemburg. De 2006 à 2008, il est rédacteur en chef de sacco & vanzetti, le magazine de jeunesse de Neues Deutschland. En 2011, il devient membre de la rédaction du Magazin für antifaschistische Politik und Kultur, magazine de l'Association des persécutés du régime nazi.

### Parcours politique
En 2012, Martin Schirdewan est élu à la direction de Die Linke. En 2014, il présente sa candidature au Parlement européen. Jusqu'au 14 janvier 2015, il est conseiller scientifique auprès du député Roland Claus (en).
Martin Schirdewan succède au député européen Fabio De Masi après l'élection de ce dernier au Bundestag en 2017. Aux élections européennes de 2019, il se présente comme l'un des principaux candidats du parti Die Linke. Il a pour priorités la justice fiscale et une politique fiscale équitable, le contrôle des entreprises et le soutien au travail des syndicats européens. Il est membre de la commission des affaires économiques et monétaires (ECON).
Depuis le 18 juillet 2019, il co-préside avec Manon Aubry le groupe confédéral GUE/NGL au Parlement européen.
Durant le 8e congrès de Die Linke en juin 2022, il est élu co-président avec Janine Wissler.